# Ђ
Ђ (onderkast ђ) is een letter van het cyrillische alfabet die in het Servisch wordt gebruikt. Hij wordt als /dʑ/ uitgesproken.

## Weergave

### Unicode
De Ђ en ђ zijn in 1993 toegevoegd aan de Unicode 1.0 karakterset.
In Unicode vindt men Ђ onder het codepunt U+0402 (hex) en ђ onder U+0452.

### HTML
In HTML kan men voor Ђ de code &DJcy; gebruiken, en voor ђ &djcy;.